# Altura efectiva
En telecomunicaciones, la altura efectiva de una antena es la altura del centro de radiación de la antena sobre el suelo. Se define como la altura del centro eléctrico de la antena sobre el nivel medio del terreno entre las distancias de 3 y 15 km a partir de la base de antena y en los acimuts de que se trate, expresadas en metros (m).
En aplicaciones de baja frecuencia relacionadas con antenas verticales cargadas o descargadas, la altura efectiva es el momento de la distribución de la corriente en la sección vertical dividida por la entrada de corriente.
Para una antena con una distribución simétrica de corriente, el centro de radiación es el centro de la distribución. Para una antena con una distribución asimétrica de la corriente, el centro de radiación es el centro de los momentos de corriente vistos desde puntos cercanos a la dirección de la radiación máxima.